# 低周波地震
低周波地震（ていしゅうはじしん、英語: low-frequency earthquake）は、一般的な地震と比較したとき、周波数の高い地震波の成分が弱いため低周波数の地震波が相対的に強い地震のことである。通常の地震より長周期成分が強い。マグニチュードが大きくても、その割には震度が小さく、有感範囲も狭い場合が多い。
海底で規模の大きな低周波地震が発生した場合、表面波マグニチュードが小さくても巨大な津波が起こることがある。（例：明治三陸地震、アリューシャン地震）

## 原因
断層がゆっくり動いた場合などに発生すると考えられている。

## 深部での低周波地震
深部低周波微動の波数はおよそ1～10ヘルツで、P波とS波はない。プレート境界での脱水反応に起因する。